# Almkogel (Oberösterreichische Voralpen)
Der Almkogel (auch Alpkogel) ist ein 1513 m ü. A. hoher Berg im Dürrensteigkamm im Reichraminger Hintergebirge. Über seinen Gipfel verläuft die Grenze zwischen den Gemeinden Weyer und Großraming. Sein östlicher Seitenzug heißt Ennsberg.
Er ist im Winter ein beliebter Berg zum Tourengehen und im Sommer führen viele Wanderwege auf seinen Gipfel hinauf. Von seinem Gipfel hat man einen guten Ausblick ins niederösterreichische Voralpengebiet, ins steirische Gesäuse und in Richtung Steyr. Auf dem Weg von Weyer hinauf befindet sich auch die im Sommer bewirtschaftete Naturfreundehütte Stallburgalm. Auf dem Weg von Großraming hinauf befindet sich die im Sommer bewirtschaftete Ennser Hütte.

## Geologie
Der Almkogel befindet sich im Bereich der Weyerer Bögen. Das bedeutet, dass die in den Nördlichen Kalkalpen normalerweise eher in Ost-West-Richtung verlaufenden tektonischen Strukturen hier in Nord-Süd-Richtung verlaufen. Der Bereich östlich des Gipfels und der Kammbereich sind hauptsächlich aus Hauptdolomit der Lunzer Decke aufgebaut. In der Ostflanke finden sich im Gelände einige Abrisskanten und Murkörper. Parallel etwa zum Gipfelkamm einige hundert Meter westwärts verläuft die Grenze zur Frankenfelser Decke, in deren Bereich Gesteine von der Kreide bis zur Trias anstehen.